# Цикл контакту
Цикл контакту — базове поняття ґештальт-терапії, розроблено Полом Ґудманом в його «Теорії self». Пол Ґудман виділяє в будь-якій дії чотири основні фази: перед-контакт, контакт (contacting), повний контакт (final contact) і пост-контакт (або «відступ»). 
Запропонована Ґудманом і Перлзом модель циклу контакту залишалася практично незмінною з моменту її заснування, піддаючись лише незначним модифікаціям і уточненням. 
Протягом декількох десятиліть розвитку теорії та практики ґештальт-терапії концепція контакту Ґудмана і Перлза постійно уточнювалася і доповнювалася. Однак її основні принципові положення залишалися незмінними. В даний час в теорії ґештальт-терапії існує безліч уявлень про цикл контакту. Класичною моделлю скористалися, внісши в неї зміни, багато теоретиків і практиків ґештальт-терапії: Дж.Зінкер, М.Катц, І.Польстер, М.Польстер, Н.Салаті, С.Гінгер, Т.Берлі та ін.

## Концепція циклу контакту
Традиційна концепція циклу контакту ґрунтується  принципі, який описує особливості процесу задоволення людиною своїх потреб, в основі якого лежить ідея про те, що набуття досвіду індивідом передбачає динаміку деяких його етапів. Самі автори (П. Ґудман і Ф. Перлз) пишуть: «Ми намітили наступну послідовність фонів і фігур в процесі творчого пристосування: 
1. Перед-контакт. На цьому етапі тіло є фоном, а тілесний потягу і середовищні стимули — "фігурою"; це "даності", або ід досвіду.
2. Контактування. Беручи даності і використовуючи їхню енергію, самість наближається, оцінює та маніпулює набором об'єктивних можливостей. Це активна і довільна діяльність по відношенню як до тіла, так і до середовища — використання ego-функції.
3. Фінальний (або повний) контакт. Спонтанне, безкорисливе ставлення до досягнутої фігури.
4. Пост-контакт. Зменшена самість».[2]

Відзначимо, що етапу перед-контакту відповідає фігура, у вигляді тілесних відчуттів, які позначають актуальну потребу. На етапі контактування вона йде в фон, дозволяючи з'явитися новій фігурі, у вигляді ресурсів навколишнього середовища. Фінальний контакт знаменується трансформацією фігури, якої тепер виступає обраний для задоволення потреби об'єкт, і, нарешті, в пост-контактна фігура і фон зникають знову в недиференційованому полі. 

## Фази циклу контакту

### Перед-контакт
Контакт зі своїм внутрішнім полем. У цій фазі відбувається упізнання потреби через почуття, відчуття, переживання себе, зустріч з потребою («що я хочу»). 

### Контакт
Контакт із зовнішнім середовищем. Пошук можливості задоволення потреби в цьому середовищі, або розуміння неможливості задоволення в цьому середовищі. А також диференціювання — наскільки можливо задоволення, а наскільки немає. При неможливості задоволення людина повертається на першу фазу циклу. І знову починається пошук — від кого / чого можу або хочу отримати задоволення потреби. 

### Фінальний (або повний) контакт
Зустріч з потребою і об'єктом її задоволення. Найбільша активність в цій фазі спрямована не на переживання себе, а на об'єкт задоволення потреби. 

### Пост-контакт
Асиміляція задоволення і вихід з контакту (насичення). Згасання збудження і активності. 

## Переривання контакту
Додатковою до цієї базової концепції є ідея переривань контакту, які прив'язані до певних етапів розглянутого циклу. Переривання являють собою спосіб порушення природної («здорової») течії контакту організм/середовище. 
П'ятірку найбільш поширених механізмів складають: злиття (конфлюенція), інтроекція, проєкція, ретрофлексія, еготизм. 
На думку самого Ґудмана, до фокусування збудження виникає конфлюенція, в процесі збудження — інтроекция, в момент зіткнення з навколишнім середовищем — проєкція, в процесі конфлікту і руйнування — ретрофлексія, під час фінального контакту — еготизм. 
С. Ґінгер пише: "Тільки чітке бачення домінантної для мене в даний момент фігури дозволить мені задовольнити мої потреби, а її подальше розчинення (або відсутність) звільнить мене для нових дій фізичної та розумової діяльності. Відомо, що нерозривний потік послідовних циклів в ґештальт-терапії визначає стан «здоров'я».